# Balthazar Arnoullet
Balthazar Arnoullet (1517 – novembre 1556) è stato un editore francese.

## Biografia

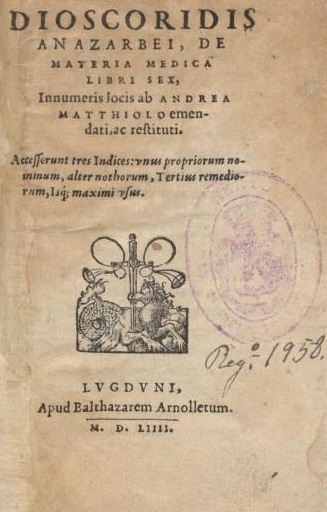

|Una delle quattro copertine del Materia Medica di Michele Serveto e Pietro Andrea Mattioli, 1554, Lione & Vienne.
Figlio di Olivier Arnoullet, altro celebre editore valdese di Lione, verso il 1537 Balthazar Arnoullet entra al servizio del maestro stampatore Jean Barbou. Nel 1541 ne sposa la figlia, Denise Barbou, da cui avrà i figli Isaac e François. Arnoullet, divenuto libraio-editore, aveva l'appoggio di Hugues de la Porte, uno dei più grandi librai lionesi della Grande Compagnia dei librai. Arnoullet affida il ruolo di correttore a Guillaume Guéroult, a cui fa sposare la cognata, Jacquette Barbou.
Arnoullet si mostra pratico nell'arte dell'illustrazione, così come Jean de Tournes e Guillaume Rouillé. Nel 1550 pubblica la sua superba Bibbia francese ornata da Hans Holbein il Giovane ed impiegata da Hugues de la Porte, i Trechsel e i Frellon. Arnoullet edita a Vienne i Sei libri di Pedanio Dioscoride, tradotti in francese da Martin Mathée, con illustrazioni di Clément Boussy. Nello stesso anno pubblica il primo Materia Medica di Bruyerinus Champier, arabista nipote di Symphorien Champier e medico di Enrico II di Francia. Nel 1552 ristamperà una seconda edizione della medesima opera.
Arnoullet è in seguito implicato nell'affaire della Christianismi Restiutio. Nel 1551, il Consiglio comunale della città di Vienne, nel Delfinato, prende in considerazione una richiesta di Balthazar Arnoullet che desiderava installare una stamperia in questa città, sotto la direzione di Guillaume Guéroult. Per prevenire indiscrezioni, Guéroult installò, in una casa appartata, una seconda officina di fortuna per la stampa dell'opera della Christianismi Restitutio di Michele Serveto, che fu terminata il 3 gennaio 1553. Arnoullet venne arrestato, così come Serveto, che in seguito verrà messo al rogo per eresia; Guéroult prese invece la via della fuga e si rifugiò a Ginevra. Nel 1554 stampa a Lione un'edizione del Materia Medica di Michele Serveto e Pietro Andrea Mattioli.
Da allora Arnoullet si dedicò alla stampa di opere meno pericolose e morì alla fine del 1556, a neanche 40 anni.